# Chasseurs des ténèbres
Chasseurs des ténèbres (im internationalen Vertrieb: Birdnesters of Thailand) ist ein französischer Dokumentar-Kurzfilm von Éric Valli und Alain Majani aus dem Jahr 1991. Der Film wurde 1992 für den Oscar als bester Dokumentar-Kurzfilm nominiert.

## Inhalt
Der Kurzfilm zeigt Männer in Thailand, die an selbstgemachten Seilen in Höhlen steigen, um Vogelnester zu sammeln, damit diese  nach China zur Herstellung von Schwalbennestersuppe exportiert werden können.

## Auszeichnungen
- International Emmy Award 1991: Bester Dokumentarfilm (Nominierung)[1]

- Oscar 1992: Bester Dokumentar-Kurzfilm (Nominierung)[2]